# Список умерших в 624 году

## Март
- 13 марта:
  - Абу Джахль, глава курайшитов, один из ярых противников пророка Мухаммеда;
  - Убайда ибн аль-Харис, один из родственников и сподвижников пророка Мухаммеда;
  - Утба ибн Рабиа, один из руководителей племени курайшитов, который отказался следовать за пророком Мухаммедом.
- 14 марта — Рукайя бинт Мухаммад, дочь пророка Мухаммеда.
- 21 марта — Асма бинт Марван, арабская писательница и поэтесса.
- Ан-Надр ибн аль-Харис, араб-язычник, один из основных противников зарождающегося ислама.

## Апрель
- 24 апреля — Меллит, первый епископ Лондона и третий архиепископ Кентерберийский.

## Май
- 20 мая — Австрегизил Буржский, сначала епископ, а затем архиепископ в Бурже (597—624), католический святой.

## Дата смерти неизвестна или требует уточнения
- Абу Лахаб, дядя пророка Мухаммеда и один из ярых его противников в позднемекканский период его деятельности.
- Каб ибн аль-Ашраф, арабский поэт, еврей из Медины из племени Бану Надир.
- Редвальд, король Восточной Англии (ок. 599 — ок. 624), первый безусловно исторический правитель Восточной Англии, о котором известно что-либо кроме имени.
- Ремедий, епископ Кёльна.
- Ронан мак Колмайн, король Лейнстера (605/608—624).
- Сунновей, епископ Кёльна.
- Укба ибн Абу Муайт, один из главных противников пророка Мухаммеда.
- Усман ибн Мазун, один из сподвижников пророка Мухаммеда, тринадцатый человек, принявший ислам.
- Эни, король Восточной Англии (617—624).